# Draco cornutus
Espèce
Synonymes
- Draco affinis Bartlett, 1895
- Draco gracilis Barbour, 1903

Statut de conservation UICN

 LC  : Préoccupation mineure
Draco cornutus est une espèce de sauriens de la famille des Agamidae.

## Répartition
Cette espèce est endémique de Bornéo. Elle se rencontre :
- en Malaisie orientale ;
- en Indonésie au Kalimantan ;
- au Brunei.

## Description

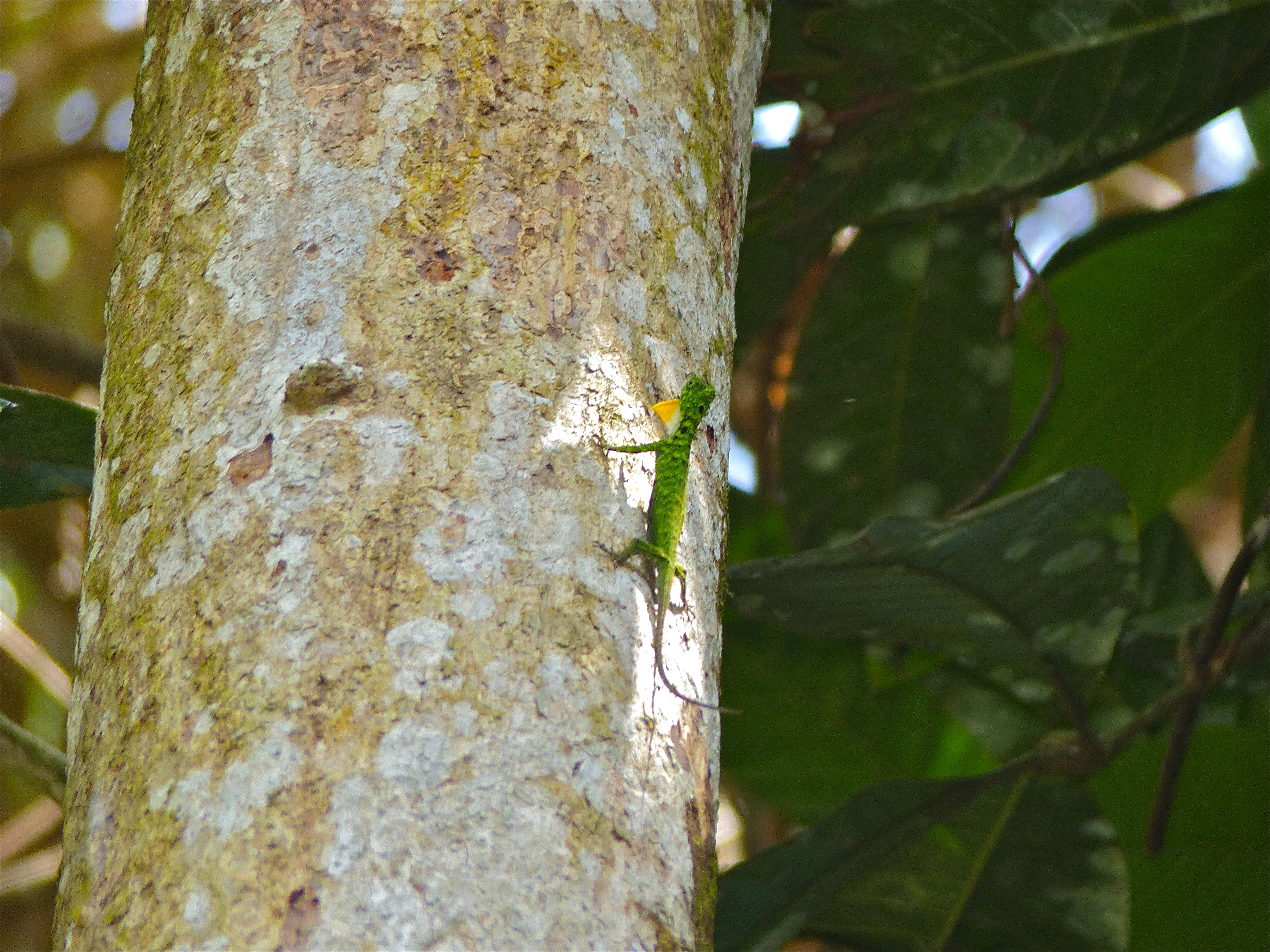
Draco cornutus ♂
(Parc national du Gunung Mulu, Malaisie)

## Publication originale
- Günther, 1864 : The reptiles of British India, London, Taylor & Francis, p. 1-452 (texte intégral).